# 長瀬産業
長瀬産業株式会社（ながせさんぎょう、英: NAGASE & CO., LTD.）は、大阪本社（本店）を大阪府大阪市西区に、東京本社を東京都千代田区に置く、主に化成品・医薬品事業を中心とした複合商社。同じく大阪に本社を置いている伊藤忠商事、阪和興業、岩谷産業、稲畑産業、山善などと並ぶ在阪商社の一つである。

## 概要
創業者の長瀬伝兵衛が1832年（天保3年）6月18日に京都・西陣で、染料・澱粉などの取り扱いをおこなう「鱗形屋」（うろこがたや、源流企業）を創業した。その後1898年（明治31年）、大阪に本社を移すと、以後は化成品卸業を専業に事業を展開する。現在でも医薬品や写真材料などの卸売事業を中心としており、自社内に研究所（ナガセR&Dセンター）が存在する。
かつてはイーストマン・コダックの日本総代理店としても知られる（現在も同社より分離独立したイーストマン・ケミカルの代理店となっている）一方、その他にもダウ・ケミカル、ゼネラル・エレクトリックなどの企業とも結びつきが深いことで知られる。
商社担当アナリストは、グループの体質を、株式上場の後も創業一族が長瀬産業、IMAGICAなどのグループ経営の中核を占め、「グループのあちこちに長瀬家の御曹司が配置されている。閉鎖的な体質が成長のネック」と分析している。2023年6月20日現在、創業家出身の長瀬洋が取締役相談役に、洋の長男である長瀬健太郎が執行役員に名を連ねている。
なお、教育事業を行うナガセおよびナガセケンコーならびに金属加工業のナガセとはいずれも無関係である。
2011年8月3日には同年に経営破綻した林原の再建スポンサーになり、2012年2月3日付けで株式会社林原に対して100%増資を行って完全子会社とした。
2022年6月の株主総会に先立ち、米国投資助言会社Institutional Shareholder Services Inc.が、長瀬産業の政策保有株が連結純資産額の20％以上を超えていたことから、取締役候補である長瀬洋、朝倉研二の選任に反対を推奨した。その後、2023年4月1日付の長瀬産業の人事で、長瀬洋は代表取締役会長から取締役相談役に退いた。

## 事業所
- 大阪本社：大阪市西区新町1-1-17
- 東京本社：東京都千代田区大手町2-6-4
- 名古屋支店：名古屋市中区丸の内3-14-18
- R&Dセンター：神戸市西区室谷2-2-3　神戸ハイテクパーク内

## 沿革
- 1832年（天保3年）6月 - 長瀬伝兵衛が「鱗形屋」を創業
- 1893年（明治26年）8月 - 大阪市西区に大阪支店開設。
- 1898年（明治31年）11月 - 本店を大阪に移転。
- 1900年（明治33年）9月 - スイス・バーゼル化学工業社と取引開始。
- 1911年（明治44年）7月 - 東京支店を開設。
- 1917年（大正6年）12月 - 株式会社長瀬商店として発足。資本金300万円。
- 1923年（大正12年）4月 - 米国・イーストマンコダック社と取引開始。
- 1930年（昭和5年）11月 - 米国・ユニオンカーバイド社と販売代理店契約締結。
- 1940年（昭和15年）4月 - 名古屋支店を開設。
- 1943年（昭和18年）6月 - 商号を長瀬産業株式会社に変更。
- 1964年（昭和39年）9月 - 株式を公開（大阪証券取引所市場第二部に上場）。
- 1968年（昭和43年）4月 - 米国・ゼネラルエレクトリック社と代理店契約締結。
- 1970年（昭和45年）
  - 4月 - スイス・チバガイギー社と共同出資により長瀬チバ株式会社（現・ナガセケムテックス株式会社・連結子会社）を設立。
  - 8月 - 東京・大阪両証券取引所市場第一部銘柄に指定。
- 1971年（昭和46年）
  - 2月 - 香港に長瀬（香港）有限公司（現・連結子会社）を設立。
  - 4月 - 米国・ゼネラルエレクトリック社と合弁会社エンジニアリング プラスチックス株式会社を設立。
- 1974年（昭和49年）2月 - 米国・テクニカル オペレイションズ社と合弁会社長瀬ランダウア株式会社（現・持分法適用会社）を設立。
- 1975年（昭和50年）4月 - シンガポールにNagase Singapore(Pte)Ltd.（現・連結子会社）を設立。
- 1980年（昭和55年）4月 - ドイツ・デュッセルドルフにNagase(Europa)GmbH（現・連結子会社）を設立。
- 1982年（昭和57年）3月 - マレーシア・クアラルンプールにNagase(Malaysia)Sdn.Bhd.（現・連結子会社）を設立。
- 1985年（昭和60年）5月 - ソウル支店を開設。
- 1988年（昭和63年）8月 - 台湾に台湾長瀬股份有限公司（現・連結子会社）を設立。
- 1989年（昭和64年・平成元年）
  - 3月 - タイにNagase(Thailand)Co.,Ltd.（現・連結子会社）を設立。
  - 4月 - 財団法人長瀬科学技術振興財団（現・公益財団法人長瀬科学技術振興財団）を設立。
  - 7月 - 東京支社を東京本社とし、大阪・東京両本社制を採用。
- 1990年（平成2年）
  - 3月 - 米国・テネシーに合弁会社Sofix Corporation（現・連結子会社）を設立。
  - 4月 - 神戸市にナガセR&Dセンターを開設。
  - 12月 - 台湾に合弁会社長華塑膠股份有限公司（現・連結子会社）を設立。
- 1997年（平成9年）
  - 4月 - フィリピン・マニラにNagase Philippines Corporation（現・連結子会社）を設立。
  - 9月 - 中国・上海に上海長瀬貿易有限公司（現・連結子会社）、韓国・アニャンにNagase Engineering Service Korea Co.,Ltd.（現・連結子会社）を設立。
- 1998年（平成10年）
  - 2月 - インドネシア・ジャカルタにP.T.Nagase Impor-Ekspor Indonesia（現・連結子会社）を設立。
  - 3月 - 中国・上海に上海華長貿易有限公司（現・連結子会社）を設立。
- 2001年（平成13年）
  - 3月 - ソウル支店を廃止し、現地法人Nagase Korea Corporation（現・連結子会社）を設立。
  - 8月 - シンガポールにNagase FineChem Singapore(Pte)Ltd.（現・連結子会社）を設立。
- 2002年（平成14年）
  - 3月 - 中国・広州に広州長瀬貿易有限公司（現・連結子会社）を設立。
  - 7月 - ベトナムにハノイ駐在員事務所を開設。
  - 9月 - 中国・無錫に長瀬精細化工（無錫）有限公司（現・長瀬電子材料（無錫）有限公司・連結子会社）を設立。
- 2003年（平成15年）9月 - 中国・天津に天津長瀬国際貿易有限公司（現・連結子会社）を設立。
- 2004年（平成16年）9月 - 中国・深圳に長華国際貿易（深圳）有限公司（現・連結子会社）を設立。
- 2005年（平成17年）
  - 1月 - 中国・蘇州に東拓工業（蘇州）有限公司（現・連結子会社）を設立。
  - 11月 - 台湾に長瀬電子科技股份有限公司（現・連結子会社）を設立。
  - 12月 - フィリピンにNagase Philippines International Services Corporation（現・連結子会社）を 設立。
- 2006年（平成18年）
  - 1月 - ドイツの半導体製造装置メーカーPac Tech-Packaging Technologies GmbH（現・連結子会社）の株式を取得。
  - 11月 - インドにNagase India Private Ltd.（現・連結子会社）を設立。
- 2007年（平成19年）7月 - 兵庫県尼崎市にナガセアプリケーションワークショップを開設。
- 2008年（平成20年）
  - 4月 - 大阪府堺市に堺営業所を開設。
  - 9月 - ベトナムにNagase Vietnam Co.,Ltd.（現・連結子会社）を設立。
- 2009年（平成21年）1月 - ドバイ支店を開設。
- 2012年（平成24年）
  - 1月 - アメリカの変性エポキシ樹脂メーカーEngineered Materials Systems Inc.（現・連結子会社）の株式を取得。
  - 2月 - 株式会社林原の株式を取得。
  - 7月 - ブラジルにNagase do Brasil Comercio de Produtos Quimicos Ltda.を設立。
- 2020年（令和2年）
  - 10月 - 子会社のナガセ医薬品株式会社の全株式を塩野義製薬株式会社の100%子会社であるシオノギファーマ株式会社へ譲渡[9][10]（ナガセ医薬品株式会社は2022年(令和4年)4月1日付でシオノギファーマ株式会社へ吸収合併される）。
  - 12月 - 子会社のナガセ物流株式会社の一部をセンコー株式会社へ譲渡。ナガセ物流株式会社は同社との合弁会社並びに当社の持分法関連会社となり、センコーナガセ物流株式会社に商号変更する[11]。
- 2022年（令和4年）
  - 6月の株主総会に先立ち、米国投資助言会社Institutional Shareholder Services Inc.が、長瀬産業の政策保有株が連結純資産額の20％以上を超えていたことから、取締役候補である長瀬洋、朝倉研二の選任に反対を推奨した[7]。
  - 8月15日 - 東京本社ビル建て替えのため、東京本社を東京都中央区日本橋小舟町から千代田区大手町の常盤橋タワーに仮移転（完工時期は2026年を目標）[12]。

## 関連会社
(持)は持分法適用関連会社。
- 製造
  - ナガセケムテックス株式会社
  - ナガセヴィータ株式会社
  - セツナン化成株式会社
  - 東拓工業株式会社
  - ナガセテクノエンジニアリング株式会社
  - 福井山田化学工業株式会社
  - 長瀬フィルター株式会社
  - 株式会社キャプテックス
  - 大泰化工株式会社
  - サンデルタ株式会社(持)
  - 本州リーム株式会社(持)
  - 株式会社東洋ビューティーサプライ(持)
  - エクス・グレード株式会社(持)
  - SN Tech株式会社(持)
  - 日精テクノロジー株式会社(持)
  - ゼノマックスジャパン株式会社(持)
  - 株式会社SCREENデコラプリント(持)
  - 株式会社アイエンス
- 販売
  - ナガセケミカル株式会社
  - ナガセプラスチックス株式会社
  - 株式会社ナガセビューティケア
  - 西日本長瀬株式会社
  - ナガセエレックス株式会社
  - ナガセ研磨機材株式会社
  - ナガセサンバイオ株式会社
  - ナガセテクノサービス株式会社
  - オー・ジー長瀬カラーケミカル株式会社(持) - オー・ジー株式会社との合弁(50%)
- サービス
  - ナガセ情報開発株式会社
  - 長瀬ビジネスエキスパート株式会社
  - ナガセケムスペック株式会社
  - 長瀬ランダウア株式会社(持) - 米Landauer社との合弁(50%)
  - センコーナガセ物流株式会社(持) - センコー株式会社との合弁
  - 長興株式会社